# الدوري السويدي لكرة اليد للسيدات
الدوري السويدي لكرة اليد للسيدات (بالسويدية: Elitserien i handboll för damer) هو دوري لأندية كرة اليد للسيدات في السويد تأسس في سنة 1951 يلعب فيه 12 فريقا. يتم تنظيمه من قبل الاتحاد السويدي لكرة اليد.